# Норвезька академія технічних наук
Норвезька академія технологічних наук (NTVA) є ідеальною і незалежною організацією, яка працює «щоб сприяти проведенню досліджень, створення й розвиток в технічних і природничих науках на благо норвезького суспільства і розвиток норвезької промисловості.» Вона має чотири зони фокусування
- Кращий набір на технологічні та природні науки
- Стимулювати посилення досліджень, інновацій та розвитку бізнесу
- Створити у суспільстві розуміння значення технології
- Подальший розвиток місця зустрічі для інформації, критики та обговорення.

Ці заходи проекти, семінари, нарада, консультація і публікація має до 250 норвезьких членів молодше 65 років, і до того ж вони є кілька сот іноземні, все набрані з академічних кіл та промисловості. Крім центрального офісу в Тронгеймі має офіси в Осло, Ставанґері та Берген. Він очолюється президентом Асбьорна Rolstadås з NTNU. Вони нагороджують щорічну почесну нагороду за новаторську технологію, Переможець також буде розглянуто в якості члена і отримати Диплом на щорічному Технологічному Форумі асоціації. Асоціація також має ряд почесних членів: «... люди , які зробили особливі зусилля для цілей і діяльності Академії, або якщо діяння мало особливе значення для розвитку технології і технічних наук».
NTVA була створена в 1955 році в Тронгеймі.